# 阿科利亞區
阿科利亞區（西班牙語：Distrito de Acolla），是秘魯的一個區，位於該國中部胡寧大區的豪哈省，始建於1886年10月26日，面積122.4平方公里，海拔高度3,467米，2005年人口9,989，人口密度每平方公里82人。